# Leonardo González
Leonardo González Arce (San José, 21 de noviembre de 1980) es un exfutbolista costarricense. Su posición era la de defensa y su último equipo fue el Club Sport Herediano de la Primera División de Costa Rica.

## Trayectoria
Inició su carrera deportiva en el Club Sport Herediano, equipo con el que haría su debut en la Primera División de Costa Rica el 24 de septiembre de 2000 en un encuentro ante Puntarenas Fútbol Club. En el 2009 pasó al Municipal Liberia, donde se proclamó campeón del Verano 2009. El 2 de julio de 2009 firmó un contrato con Seattle Sounders FC de la Major League Soccer de los Estados Unidos, en donde logró campeonizar la Lamar Hunt U.S. Open Cup en las ediciones de 2009, 2010, 2011 y 2014. En el 2016 regresó al Club Sport Herediano, equipo con el que se proclamó campeón del Verano 2016 y en el Verano 2017.

## Selección nacional

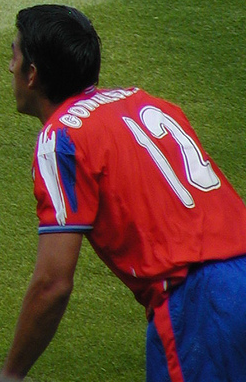
Gónzalez con la selección de Costa Rica en el Mundial de Alemania 2006.

A niveles de selecciones nacionales debutó el 20 de noviembre de 2002 en un encuentro ante la Selección de fútbol de Ecuador. Ha disputado la Copa Mundial de Fútbol de 2006, Copa de Oro de la Concacaf 2009 y Copa UNCAF 2007, así como varios partidos amistosos. Acumula un total de 60 participaciones clase A, donde registra una única anotación.

### Participaciones en Copas del Mundo
| Mundial                        | Sede     | Resultado      |
| ------------------------------ | -------- | -------------- |
| Copa Mundial de Fútbol de 2006 | Alemania | Fase de grupos |

#### Goles internacionales
| N. | Fecha                | Sede                            | Rival    | Gol | Resultado | Competición      |
| -- | -------------------- | ------------------------------- | -------- | --- | --------- | ---------------- |
| 1. | 9 de febrero de 2007 | Estadio Cuscatlán, San Salvador | Honduras | 2–0 | 3–1       | Partido amistoso |

## Clubes
| Club                 | País           | Año       |
| -------------------- | -------------- | --------- |
| C.S Herediano        | Costa Rica     | 2000-2008 |
| Municipal Liberia    | Costa Rica     | 2008-2009 |
| Seattle Sounders F.C | Estados Unidos | 2009-2016 |
| C.S Herediano        | Costa Rica     | 2016-2018 |

## Palmarés

### Títulos nacionales
| Título                         | Equipo               | País           | Año  |
| ------------------------------ | -------------------- | -------------- | ---- |
| Primera División de Costa Rica | Municipal Liberia    | Costa Rica     | 2009 |
| Lamar Hunt U.S. Open Cup       | Seattle Sounders F.C | Estados Unidos | 2009 |
| Lamar Hunt U.S. Open Cup       | Seattle Sounders F.C | Estados Unidos | 2010 |
| Lamar Hunt U.S. Open Cup       | Seattle Sounders F.C | Estados Unidos | 2011 |
| Lamar Hunt U.S. Open Cup       | Seattle Sounders F.C | Estados Unidos | 2014 |
| Primera División de Costa Rica | C.S Herediano        | Costa Rica     | 2016 |
| Primera División de Costa Rica | C.S Herediano        | Costa Rica     | 2017 |
| Primera División de Costa Rica | C.S Herediano        | Costa Rica     | 2018 |

### Títulos internacionales
| Título               | Equipo                  | Sede                      | Año  |
| -------------------- | ----------------------- | ------------------------- | ---- |
| Copa Centroamericana | Selección de Costa Rica | Panamá                    | 2003 |
| Copa Centroamericana | Selección de Costa Rica | El Salvador               | 2007 |
| Liga Concacaf        | C.S Herediano           | Centroamérica y el Caribe | 2018 |